# قرار مجلس الأمن التابع للأمم المتحدة رقم 1830
قرار مجلس الأمن التابع للأمم المتحدة رقم 1830 المتخذ بالإجماع في 7 أغسطس 2008.

## القرار
وباتخاذ القرار 1830 (2008) بالإجماع، قرر المجلس أن يواصل الممثل الخاص للأمين العام وبعثة الأمم المتحدة لمساعدة العراق (يونامي) متابعة ولايتهما الموسعة، وفقا لطلب حكومة العراق كما هو منصوص عليه في القرار 1770 (2007).
واعترافا بأن أمن موظفي الأمم المتحدة أمر أساسي لقيام البعثة بعملها، دعا المجلس حكومة العراق والدول الأعضاء الأخرى إلى مواصلة توفير الدعم الأمني واللوجستي لوجود الأمم المتحدة في البلد. وفي هذا الصدد، رحب المجلس بمساهمات الدول الأعضاء في تزويد البعثة بالموارد المالية واللوجستية والأمنية والدعم الذي تحتاجه للاضطلاع بمهمتها.
وعبر المجلس عن عزمه مراجعة تفويض البعثة في غضون 12 شهرًا أو قبل ذلك، إذا طلبت الحكومة العراقية ذلك، طلب المجلس من الأمين العام تقديم تقرير ربع سنوي عن التقدم المحرز نحو الوفاء بجميع مسؤوليات بعثة الأمم المتحدة لمساعدة العراق.

## روابط خارجية
- نص القرار في undocs.org